# История Алтайского края
История Алтайского края — история региона в России.

## Древнее время

### Палеолит

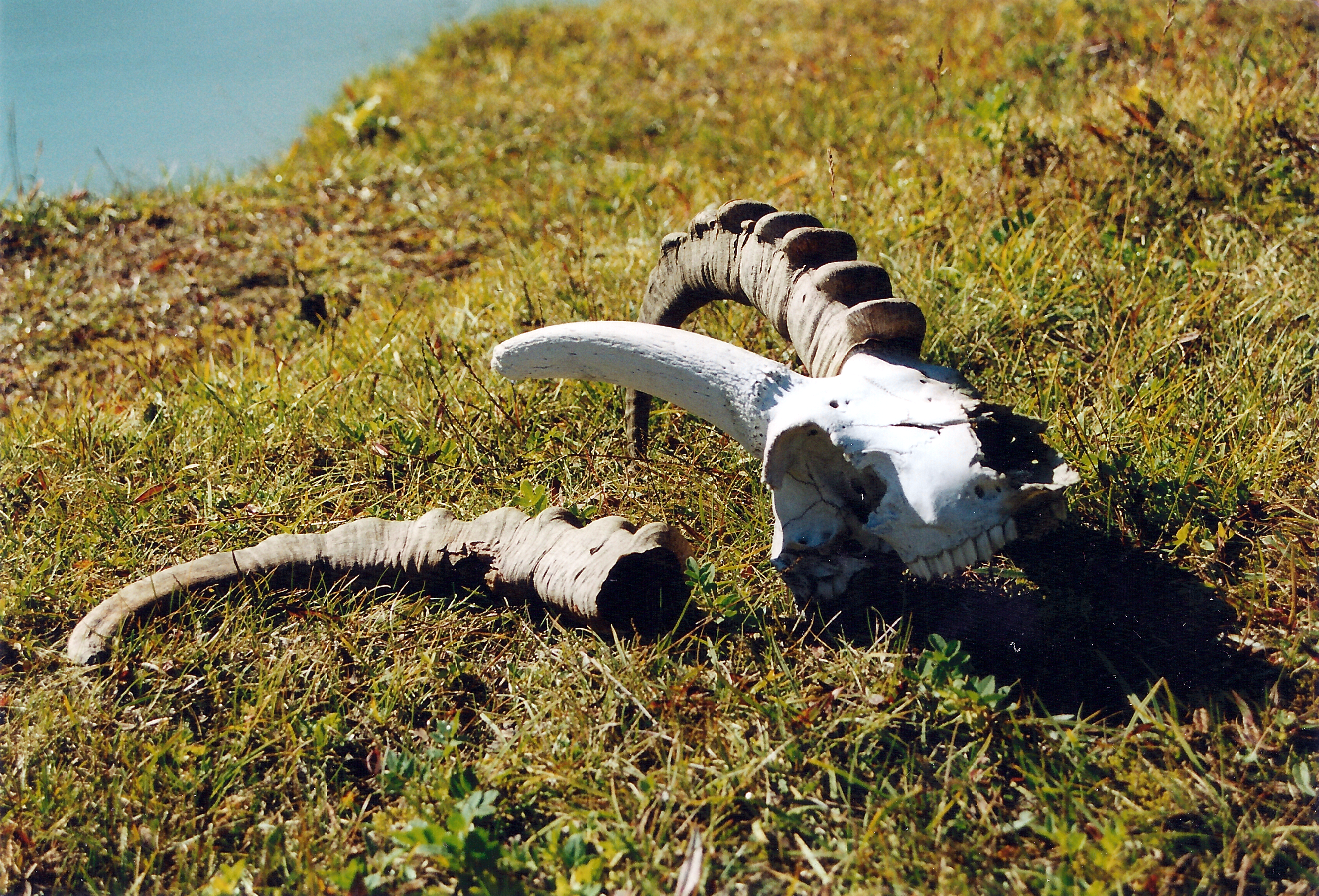
Череп горного козла

Палеолит представлен предполагаемой стоянкой «Карама», пещерами Окладникова, Чагырской, Логово Гиены, Страшно́й, Денисовой, Козьей и др.
В 2008 году в Денисовой пещере в слое № 11-2 была найдена последняя фаланга мизинца 9-ти летней девочки Denisova 3, жившей 48—50 тыс. лет назад. Анализ ДНК позволил установить, что останки принадлежат денисовскому человеку, особой ветви в эволюции рода Homo, отличной от неандертальцев и современных людей. Жившая 90 тыс. л. н. в Денисовой пещере девочка Denisova 11 была гибридом неандертальской женщины и денисовского мужчины. Её геном на 38,6 % аллелей соответствует неандертальскому геному и на 42,3 % — денисовскому геному. При этом в роду отца девочки-гибрида от 300 до 600 поколений назад был как минимум один неандертальский предок, но не из европейской, а из алтайской популяции неандертальцев Altai (Denisova 5), обитавшей в Денисовой пещере. Денисовский человек жил в Денисовой пещере от 130 до 73 тыс. лет назад, а в пещере Козья — от 60 до 50 тыс. лет назад.
Образец Altai (Denisova 5) стал первым из которого был секвенирован полный неандертальский геном с высоким охватом. Статья в «Nature» о первом геноме неандертальца с высокий охватом была опубликована в декабре 2013 года. Генетический материал проксимальной фаланги четвёртого или пятого пальца стопы взрослой неандертальской женщины Denisova 5 («Altai Neandertal») из слоя 11.4 возрастом 50 тыс. лет, найденной в 2010 году подвергли подробному анализу. Каждая позиция неандертальского генома была прочитана в среднем 50 раз. 99,9 % из 1,7 гигабаз последовательностей ДНК в геноме человека были покрыты по меньшей мере десять раз.
Индустрии Каминной пещеры, относящиеся к разным климато-стратиграфическим подразделениям сартанского оледенения, содержат каменные и костяные артефакты заключительной стадии верхнего палеолита.

### Неолит
Погребение в сидячем положении в могиле 18 памятника Фирсово—XI в Фирсовском археологическом микрорайоне в пригороде Барнаула отличается крайне большим размером черепной коробки погребённого и датируется радиоуглеродным методом возрастом около 9106±80 л. н. (финальный этап мезолита или ранний неолит).
Для большинства погребений могильника Фирсово–XI датировка укладывается в узкий интервал между 5710 и 5360 годами до н. э. Для могильника Фирсово–XIV получены даты от конца 5-го до начала 4-го тысячелетия до н. э. (эпоха развитого неолита). У образца I20312 (6226—6031 лет до н. э.) из могильника Костенкова Избушка, находящегося в правобережье Верхней Оби в 2,5 км к югу от села Вершинино, в 5 км к юго-западу от села Плешково в месте выхода протоки на берегу озера Малый Уткуль, определили Y-хромосомную гаплогруппу C2a2-M217>C-L1373>C-F3447>C-F1699>C-Y11990 (ISOGG 2019) .
В пользу возвращения Большому Мысу (Иткуль) неолитического возраста говорят радиоуглеродные даты из трёх погребений могильника  укладывающиеся в пределах первой половины 4 тыс. до н. э. и неоднократно отмеченная в ходе палеоантропологических исследований близость краниологических серий Усть-Иши из бассейна реки Катунь и Большого Мыса.

### Энеолит, бронзовый век
Погребения энеолитической большемысской культуры из могильников Новоалтайск-Развилка и Тузовские Бугры-1 (мог. 7) относятся к рубежу 4-го — 3-го тысячелетий до нашей эры.
В конце 6-го — начале 3-го тыс. до н. э. на территории Алтая появились группы представителей афанасьевской культуры бронзового века. Племена афанасьевцев расселялись по Алтаю, по рекам Бии и Катуни на юге и по Оби на севере. Это были раннескотоводческие племена протоевропеидов, основой жизни которых было отгонное скотоводство.
На грунтовом могильнике Тузовские Бугры-1, расположенном в 30 км к югу от Барнаула на протоке Оби Заломной, исследовано 37 погребений, 19 из которых относится к эпохе энеолита — ранней бронзы, остальные к эпохе раннего железа.
Основными памятниками и одними из наиболее крупных и достаточно хорошо изученных могильников андроновской культуры эпохи развитой бронзы в Алтайском крае являются могильники Рублёво-VIII, Чекановский Лог-X и Фирсово-XIV.

### Ранний железный век
По памятнику Камень-II у Камня-на-Оби была названа каменская культура раннего железного века (VI—I века до н. э.).
Большереченская культура получила название по памятникам в урочище Ближние Елбаны, расположенным у села Чаузово.
У представителей староалейской культуры (VII—IV века до н. э.) из могильника Фирсово-XIV определили митохондриальные гаплогруппы U2e, U4, U5a, C, A8, А10, A11.
Быстрянская культура датируется 2-й половины VI — II века до н. э. и входит в круг культур скифо-сибирского облика. Погребённых укладывали на спине вытянуто, головой на запад. Часто вместе с человеком хоронили лошадь в сбруе. Исчезновение быстрянской культуры увязано с общим ослаблением скифо-сибирского мира и возникновением в конце III века до н. э. в Центральной Азии первой кочевой державы — империи хунну.
С конца III века — начала II веков до н. э. и до конца I века до н. э. Алтай находился в сфере влияния племенного союза хунну, предков гуннов, впоследствии покоривших многие европейские народы в процессе Великого переселения народов. Они создали первое в Центральной Азии раннеклассовое государство. Массовое передвижение кочевых племён на запад сильно изменило облик населения региона. В лесной зоне начала складываться культура самодийского населения, западносибирских угров и раннетюркских элементов.

### Средневековье
IX—X веками датируется сросткинская культура, названная по Сросткинскому могильнику в селе Сростки, которая сложилась в результате смешения автохтонного угро-самодийского и пришлого тюркоязычного, кимако-кипчакского населения приалтайских степей и Верхнего Прииртышья..
С конца XII века население Алтая — Торе-Толенгуты тесно сближается с племенами западных монголов-ойратов. В 1635 году ойраты объединились в единое обширное государство Джунгарское ханство. Большая часть алтайских племен была подчинена Джунгарии.

## XVII—XVIII века
Заселение русскими Верхнего Приобья и предгорий Алтая началось во 2-й половине XVII века. Освоение Алтая началось после того, как для защиты от воинственных кочевников-джунгар были сооружены Бикатунская (1709), Белоярская (1717) и Бийская (1718) крепости.
С целью разведки ценных месторождений руды снаряжались на Алтай поисковые партии. Первооткрывателями считают отца и сына Костылёвых, позднее открытиями воспользовался уральский заводчик Акинфий Демидов.
Для разведки Демидов посылает своих приказчиков и мастеровых с Урала, которые подтвердили богатое содержание здешних руд. Кроме богатых руд, были густые сосновые леса и многочисленные реки. Таким образом, имелись все условия для создания горнозаводской промышленности. 21 сентября 1729 года заработал Колывано-Воскресенский завод.
Параллельно с медным производством, началась выплавка серебра. Итогом деятельности Акинфия Демидова и его приказчиков было создание феодальной горной промышленности, основанной на крепостном труде приписных крестьян и мастеровых.
Слухи о выплавке Демидовым серебра дошли до Петербурга, и императрица Елизавета Петровна 1 мая 1747 года издала указ, которым Алтай передавался в императорскую собственность. В 1749 году канцелярия Колывано-Воскресенского горного округа с согласия Кабинета её императорского величества была перенесена из Колывани на Барнаульский завод.
За первые пять лет с 1747 по 1752 годы на Алтае было выплавлено свыше 750 пудов серебра и более 20 пудов золота, что оценивалось в 150 тысяч рублей. Из алтайского серебра была изготовлена рака Александра Невского весом в 90 пудов, находящаяся ныне в Эрмитаже.
Образовавшийся ко 2-й половине XVIII века Алтайский горный округ — территория, включавшая нынешние Алтайский край, Новосибирскую и Кемеровскую, часть Томской и Восточно-Казахстанской областей, общей площадью свыше 500 тыс. км² и населением более 130 тыс. душ обоего пола. Император был собственником алтайских заводов, рудников, земель и лесов, главное управление ими осуществлял Кабинет, находившийся в Петербурге. Костяк управления на месте составляли горные офицеры, но главную роль в производстве играли унтер-офицеры и техники, из рядов которых вышли талантливые мастера и изобретатели И. И. Ползунов, К. Д. Фролов, П. М. Залесов, М. С. Лаулин.

## XIX век

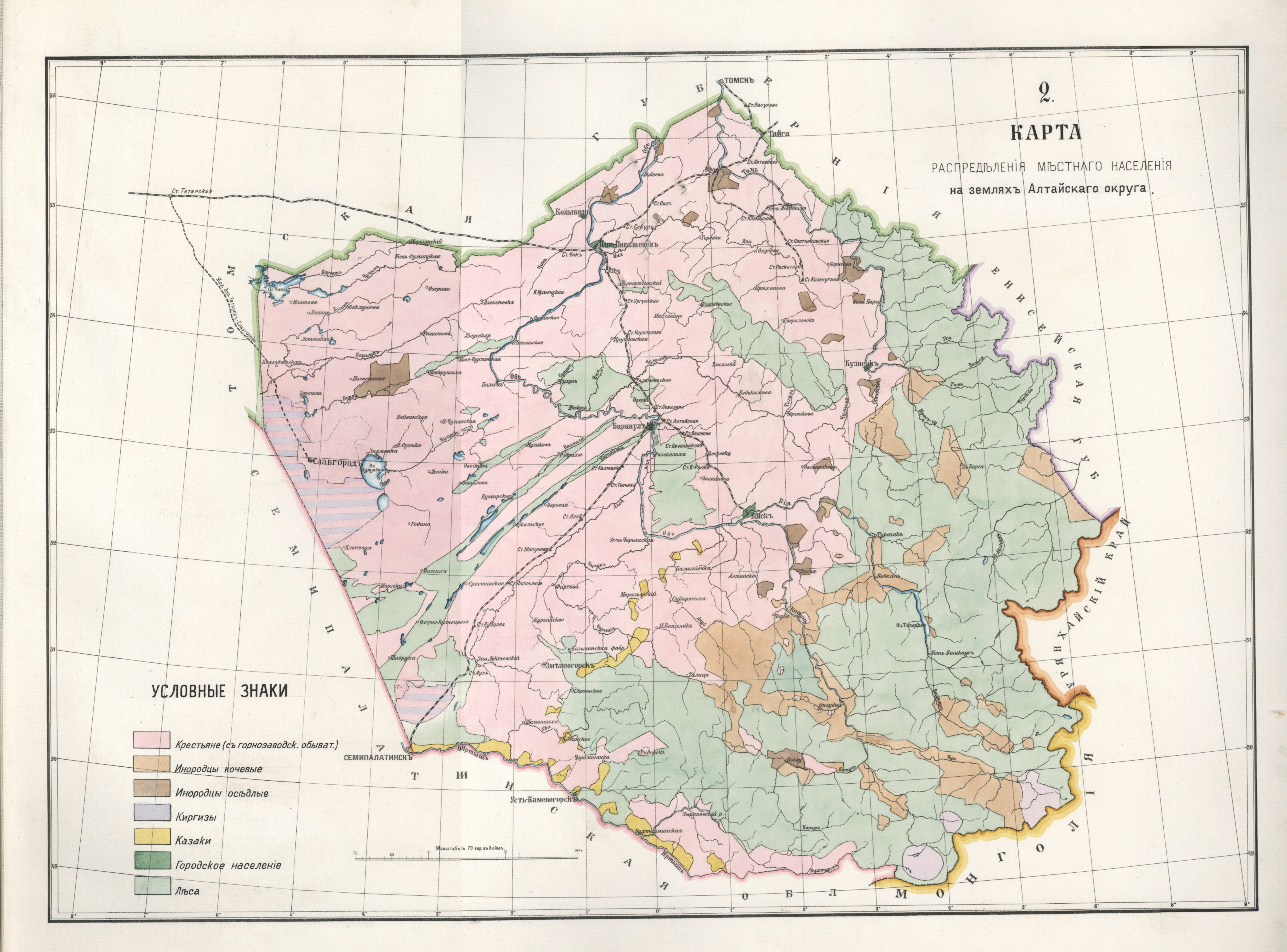
Карта народонаселения Алтайского округа в начале XX века

В первой половине XIX века Алтай занимал первое место в России по производству серебра, второе — меди, третье — золота. Он превратился во второй после Урала промышленный район на востоке страны. Государственный деятель, реформатор и сибирский губернатор М. М. Сперанский в 20-х годах XIX века побывал на Алтае и пришёл к заключению: «Край сей сама природа предназначила к сильному населению и к самым богатым произведениям земледелия, торговли и промышленности. Но сих последних при настоящем устройстве ожидать невозможно». Он считал целесообразным заменить крепостных рабочих и приписных крестьян наемными работниками и привлечь на земли региона переселенцев, но царский Кабинет долгие десятилетия не соглашался на малые уступки, способные пошатнуть его монопольное положение.

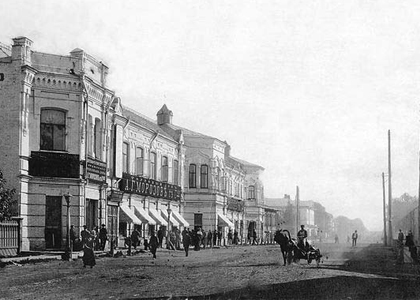
Купеческий период

После реформ 60-70-х годов XIX века феодальные пережитки на Алтае сохранялись в большей степени, чем в центре страны и других районах Сибири. Неприкосновенной осталась принадлежность горного округа царям, и это определило многие особенности развития края в пореформенный период.
Горная промышленность, являвшаяся главной отраслью экономики округа, вступила после 1861 года в полосу кризиса. С начала 1870-х годов стала неудержимо нарастать убыточность заводов, и к концу века почти все они были закрыты.
В частной промышленности пореформенного Алтая наибольшее развитие получила добыча золота. Частная обрабатывающая промышленность была представлена мукомольными и крупчатыми мельницами, винокуренными заводами, пимокатными и овчинно-шубными мастерскими.
В конце XIX века территория нынешнего Алтайского края входила в состав Томской губернии.

## XX век

### Предреволюционный период
Постепенно основой экономики Алтая становится сельское хозяйство. Наряду с возделыванием зерновых культур (пшеницы, овса, ржи) расширялись посадки картофеля, значительное развитие получило пчеловодство. В начале XX века на первый план вышло молочное животноводство и маслоделие. Алтайское масло экспортировалось в страны Западной Европы.
В конце XIX века по северной части округа прошёл участок Транссиба, к 1915 году была построена Алтайская железная дорога, соединившая Новониколаевск, Барнаул и Семипалатинск. Совершенствовался водный транспорт.
Столыпинская земельная реформа дала толчок переселенческому движению на Алтай, что в целом способствовало экономическому подъёму края.

### Революция и гражданская война

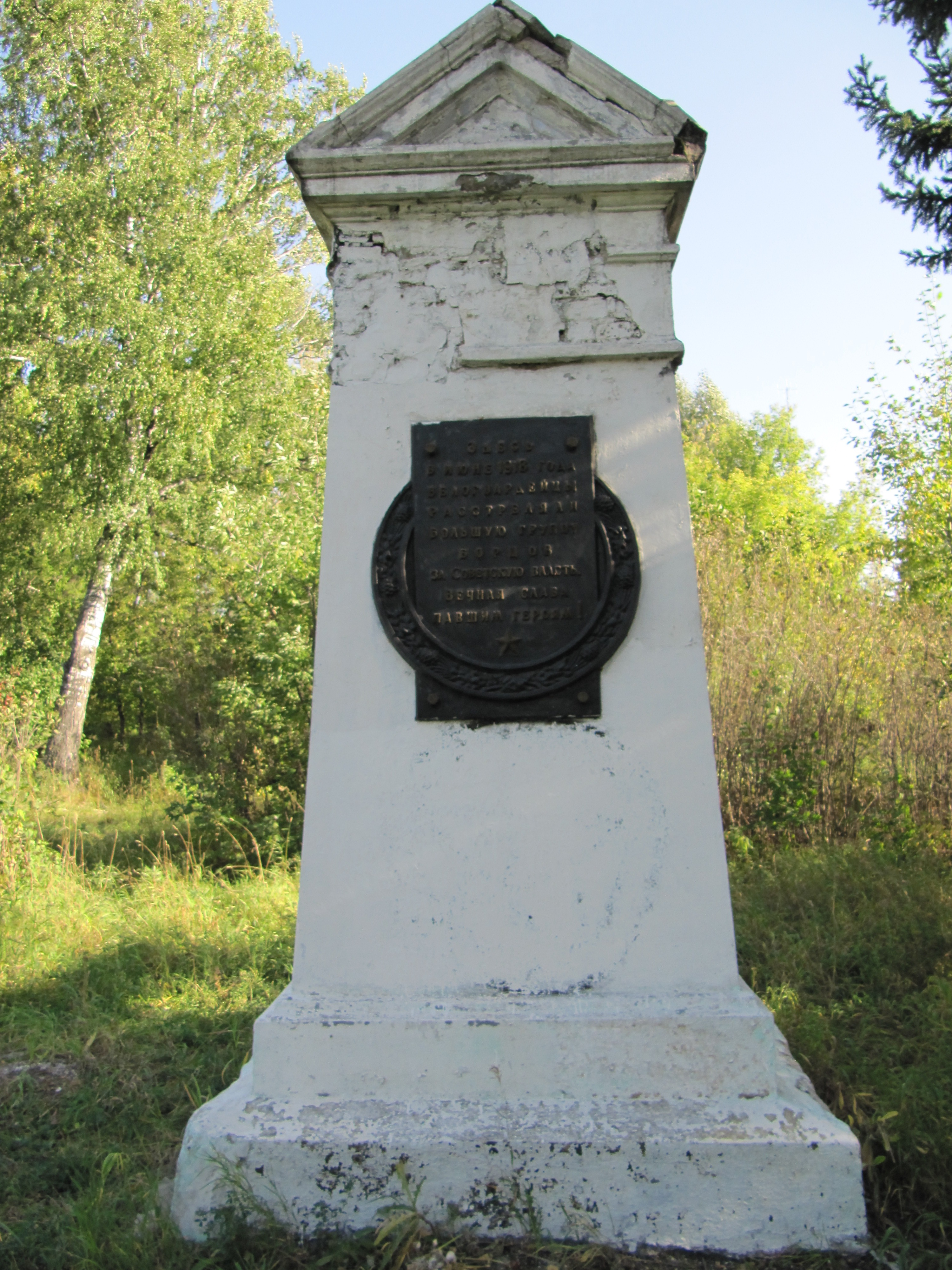
Памятник в Нагорном парке Барнаула на месте казни в июне 1918 г. белочехами большевиков и депутатов городского Совета

В июле 1917 года была образована Алтайская губерния с центром в г. Барнауле, которая просуществовала до 1925 года. События 1917 года привели к установлению на Алтае советской власти. В 1918 году Барнаул был захвачен белогвардейцами, красногвардейцы были вынуждены перейти к партизанской борьбе. Зиминское восстание в августе 1919 г. положило начало массовому партизанскому движению в крае. Вскоре действовала целая партизанская армия Е. М. Мамонтова и И. В. Громова, в которой насчитывалось около 15 тысяч человек. В районах, контролируемых партизанами, была восстановлена советская власть. К концу 1919 года белые в Западной Сибири были разбиты.

### Межвоенный период
С 1925 г. по 1930 г. территория Алтайского края входила в Сибирский край (центр — город Новосибирск), а с 1930 г. и до 1937 г. входила в Западно-Сибирский край (центр — город Новосибирск). В 1937 г. был образован Алтайский край (центр — город Барнаул).
На протяжении 1920-х годов Алтай оставался аграрным регионом и поэтому основные политические и социально-экономические процессы были связаны с развитием деревни. К началу 1930-х годов была, в основном, завершена коллективизация крестьянских хозяйств. НЭП к этому времени уже прекратилась.
На экономическом развитии Алтайской губернии в конце 1920-х годов сказывалась окончание строительства Туркестано-Сибирской железной дороги. Для переработки среднеазиатского хлопка сооружен Барнаульский меланжевый комбинат. В Барнауле, Бийске, Камне-на-Оби были построены элеваторы, в Бийске и Алейске — сахарные заводы, в Бийске, Рубцовске и Поспелихе — мясокомбинаты. Быстрыми темпами росли металлообработка и производство строительных материалов, улучшалась транспортная сеть. К концу 1930-х годов Алтай превратился в один из крупных аграрно-индустриальных регионов Сибири.

### Великая Отечественная война
Алтай принял более 100 эвакуированных предприятий из западных районов страны, в том числе 24 завода общесоюзного значения. Война основательно изменила хозяйственный облик края, дав мощный импульс развитию его промышленности. В то же время регион оставался одной из основных житниц страны, являясь крупным производителем хлеба, мяса, масла, меда, шерсти и других сельскохозяйственных продуктов.

### Послевоенное время

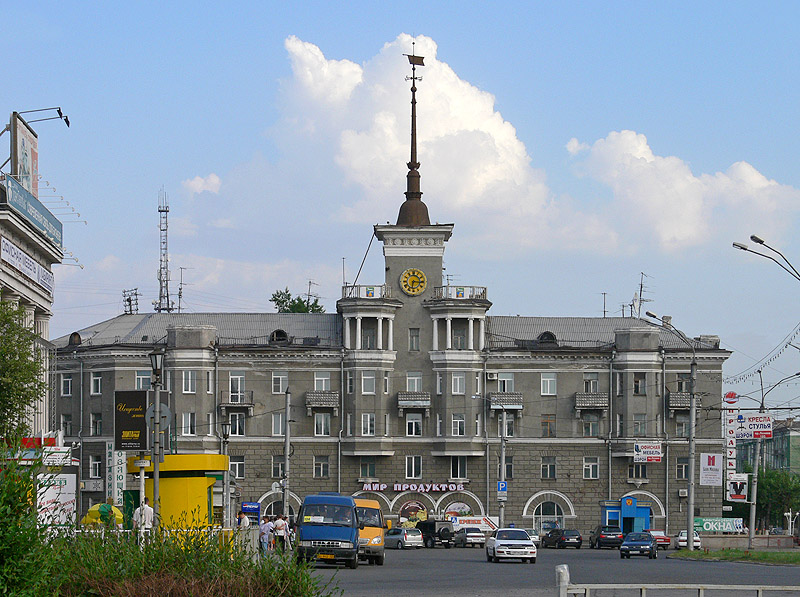
«Дом под шпилем»

К началу 1960-х годов на Алтае производилось более 80 % тракторных плугов, свыше 30 % грузовых вагонов и паровых котлов, выпускавшихся к этому времени в РСФСР.
Приоритетное развитие промышленности, характерное для послевоенных десятилетий, сказалось на состоянии сельского хозяйства, которое продолжало развиваться экстенсивными методами. Ключевой для края оставалась зерновая проблема. В октябре 1953 года руководивший Алтайским краем с 1943 года Н. И. Беляев подал на имя первого секретаря ЦК КПСС Н. С. Хрущёва записку, в которой сообщалось о необходимости поставить на службу народному хозяйству плодородные земли Западной и Восточной Сибири, которые не используются должным образом. На состоявшемся в феврале-марте 1954 года пленуме ЦК КПСС советский лидер выступил с целинной программой уже от своего имени, хотя позднее, на встрече с редакторами центральных газет, признал, что автором идеи был Беляев.
Получив одобрение своих предложений, Беляев потребовал от края повысить задание по подъёму целины. По его инициативе на состоявшейся в январе 1954 года VII краевой партийной конференции было принято решение расширить в 1954—1955 годах площадь посева яровой пшеницы на 2 млн га вместо 1 млн. 200 тыс. га по ранее заявленным предложениям. Реализация задач по распашке целины потребовала большого количества сельскохозяйственной техники. За первый год целинной кампании количество тракторов в МТС Алтайского края увеличилось с 29,6 до 44,3 тысяч штук. Для обеспечения резко возросшего количества сельскохозяйственной техники квалифицированными кадрами в хозяйства целинных районов из других регионов страны было призвано большое количество молодёжи и комсомольцев. Благодаря настойчивости и энергичности Беляева, державшего партийных работников в постоянном напряжении, за 7 лет в Алтайском крае было поднято 2.789,2 га целины и залежей, из которых в первые два года 87,9 %. Однако наряду с плодородной целиной, в это время под давлением партийных органов хозяйствами были распаханы большие массивы земель, малопригодных для выращивания зерновых культур. В 1955 году подобные угодья были выведены из состава пашни, но в последующие годы их снова распахивали и забрасывали, в результате чего отчётные цифры освоения целинных земель не соответствовали реальности.
Усилившиеся в конце 1950-х — начале 1960-х годов эрозия целинных почв и эпидемия сорняков, ставшие следствием ошибочных подходов к агротехнике целинного земледелия, значительно понизили производительность полей. В 1959—1963 годах среднегодовое количество зерна, сдаваемое государству колхозами и совхозами, снизилось относительно показателей 1954—1958 годов на 36 %.
В 70-80-е годы XX века произошёл переход от отдельно действовавших предприятий и отраслей к формированию территориально-производственных комплексов: аграрно-промышленных узлов, производственных и производственно-научных объединений.

### После распада СССР
После распада СССР краевая экономика вступила в затяжной кризис, связанный с потерей государственного заказа в промышленности и нерентабельности сельскохозяйственного производства. Основываясь на законе «О крестьянском (фермерском) хозяйстве» от 22 ноября 1990 года многие работники бывших совхозов и колхозов стали делить бывшую колхозно-совхозную землю на доли, а имущество на паи, и создавать фермерские хозяйства. Постановление Правительства России «О практике реорганизации колхозов и совхозов», вышедшее в 1992 году, привело к скачкообразному росту количества фермерских хозяйств: за 1991—1995 годы число фермерских хозяйств в Алтайском крае увеличилось с 99 до 6.806, однако к середине 1990-х годов интерес к фермерам со стороны государства резко снизился, и условия для развития фермерских хозяйств стали ухудшаться. Правительство практически отказалось от выполнения федеральной программы поддержки фермерства. В этих условиях фермеры оказались в критическом положении, и число прекративших свою деятельность фермерских хозяйств стало ежегодно превышать число вновь образующихся, в результате чего в 1999 году в крае осталось 5.957 фермерских хозяйств. Однако из-за уменьшения количества желающих стать фермерами вновь создаваемым хозяйствам предоставлялись более крупные наделы, поэтому средний размер земельного участка вырос со 113 га в 1995 году до 156 га в 1999 году. К концу 1990-х годов Алтайский край входил в первую десятку регионов России по численности фермерских хозяйств, а по площади сельскохозяйственных угодий в одном хозяйстве в первую шестёрку.